# Salvatore Quasimodo
 For alternative betydninger, se Quasimodo. (Se også artikler, som begynder med Quasimodo)
Salvatore Quasimodo (født 20. august 1901 i Modica, Sicilien, død 14. juni 1968 i Napoli) var en italiensk digter, essayist og journalist. Han fik Nobelprisen i litteratur i 1959 "for sin lyriske digtning, som med klassisk fyrighed udtrykker de tragiske erfaringer i vor tids liv".
Quasimodo er en af de mest markante repræsentanter for litteraturbevægelsen hermetismen, der især var udbredt i Italien i tiden mellem 1. og 2. verdenskrig. Hermetismen er kendt for at være svært tilgængelig, og efter 2. verdenskrigs afslutning ændrede Quasimodo fuldstændig stil og blev medlem af det kommunistiske parti, hvilket gjorde, at han hans digtning i højere grad havde et virkelighedsnært og socialt sigte. Han blev udnævnt til professor i italiensk litteratur i Milano i 1941. Quasimodo var ved siden af sin egen digtning en markant oversætter af klassiske og i nogen grad moderne digteres værker. Hans barndomshjem i Modica er indrettet til museum.